# Кронштадтский (мемориал)
«Кронштадтский» — мемориал на острове Котлин, входящий в Зелёный пояс Славы.
Мемориал расположен на окраине города Кронштадт на территории кронштадтского Городского Русского кладбища. Данный мемориал входит в список объектов культурного наследия народов Российской Федерации.
Мемориал представляет собой братскую могилу жителей Кронштадта, погибших в годы блокады и Великой Отечественной войны при обороне города. Всего в мемориальной братской могиле захоронено шестнадцать человек.
Памятник находится по адресу Кронштадтское шоссе дом 31 (единый адрес для всех могил Кронштадтского городского кладбища), в западной части кладбища.

## Описание мемориала
Мемориальное братское захоронение представляет собой квадратный в основании невысокий холм, в центре которого которого расположен памятный обелиск с надписью:
«Потомки о вас не забудут, ваш подвиг бессмертен в веках. 1941—1945 гг.»
По периметру холма размещены надолбы. С одной из сторон к обелиску прислонён адмиралтейский якорь.
Вокруг братского захоронения проложена вымощенная тротуарным камнем дорожка, а позади могилы тем же камнем выложены ступени, которые спускаются к лесу.
Мемориал не имеет ограды, подход к нему свободный. Роль символического ограждения выполняет высаженный по периметру кустарник.
На противоположной от кладбища стороне шоссе расположен относящийся к мемориалу газон, на котором выложена пятиконечная звезда, а по бокам от неё расположены надолбы.